# État libre islandais
 (juillet 2022).
Si vous disposez d'ouvrages ou d'articles de référence ou si vous connaissez des sites web de qualité traitant du thème abordé ici, merci de compléter l'article en donnant les références utiles à sa vérifiabilité et en les liant à la section « Notes et références ».
Pour un article plus général, voir Histoire de l'Islande.
930–1262
Entités précédentes :
- Colonisation de l'Islande

Entités suivantes :
- Royaume de Norvège

L’État libre islandais (en islandais : Þjóðveldisöld, littéralement Nation Islandaise ou, moins couramment, goðaveldið, qui se traduit par Règne des goðar) désigne l'État qui a existé en Islande de l'établissement de l’Althing, le Parlement islandais, en 930 au Vieux Pacte (Gamli sáttmáli) de 1262 qui lie l'île au royaume de Norvège.

## Histoire

### Fondation de l'État libre (930)
L’établissement du Þjóðveldisöld est dû à un groupe constitué en grande partie d’émigrants récents norvégiens ayant fui l’unification de leur pays sous le roi Harald Ier. Les colonisateurs commencent par instituer des thing locaux, assemblées héritées de la tradition scandinave qui réunissent les fermiers propriétaires libres. À la fin de la colonisation, les Islandais de la deuxième et troisième génération éprouvent le besoin d’une forme de structure gouvernementale.

### L'âge des Sturlungar: déclin et chute (1220-1262)
Vers l’an 1220, à la suite de l’instauration de la toute première taxe territoriale destinée à l’entretien des églises, détournée par des chefs et entraînant leur enrichissement excessif, l’État libre islandais a commencé à souffrir de graves dissensions internes. En effet, à cette époque, 80 % des terres appartiennent à seulement cinq grandes familles dont les disputes dégénéraient en sorte de guerres civiles et déchiraient le pays, surtout au milieu du XIIIe siècle.
De plus, le roi de Norvège continuaient à faire pression sur les Islandais pour qu’ils se soumettent à son autorité. Le fameux, riche et influent poète-politicien Snorri Sturluson jouait un rôle clé toujours disputé dans ces entretiens. Les mécontentements suscités par les conflits internes et la pression exercée par les souverains norvégiens ont amené les chefs de clans islandais à mettre de facto fin à l’État libre islandais en reconnaissant, en 1262, la souveraineté d'Haakon IV de Norvège sur leur île et d’adopter des structures de pouvoir féodal.

## Fonctionnement
L’Islande possède un corps législatif national, la Lögrétta, dont sont membres les seuls goðar et un système judiciaire évolué. Le droit est fondé sur la coutume. La guerre privée est un moyen courant de régler les litiges, mais le consensus et l’arbitrage public sont généralement recherchés en l’absence d’autorité centrale.
Le hreppr gère et contrôle les terres communes, en particulier les pâtures d’estive et les côtes. Il peut intervenir comme assurance au bénéfice d’éleveurs mis en difficulté par une mauvaise récolte de foin.

### Le système des goðorð

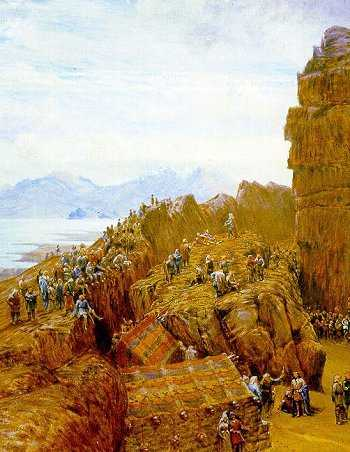
Une représentation de l’Althing du XIXe siècle.

La structure de l’Islande médiévale était peu commune. Sur le plan national, l’Althing constituait à la fois un tribunal et une chambre législative ; il n’y avait ni roi ni pouvoir exécutif central. L’Islande se divisait en nombreux goðorð (au pluriel comme au singulier) consistant essentiellement en clans ou en alliances dirigées par des chefs de clan appelés goðar (singulier goði). Les chefs de clan assuraient la défense et nommaient des juges pour résoudre les conflits entre les membres du goðorð qui ne consistaient pas, à strictement parler, en zones géographiques mais en groupes auxquels chaque individu adhérait de son plein gré. Il était donc possible, au moins en théorie, de changer à volonté de goðorð. C’étaient aussi les goðar qui avec deux hommes de leur suite chacun représentaient le peuple dans le parlement Althing, une structure donc plutôt oligarchique.
Telle est la base de la thèse, contestée, selon laquelle l’État libre constituait une sorte de démocratie. Le goði était propriétaire de son rang qu’il pouvait acheter, vendre, emprunter et léguer alors que nul groupe d’hommes de position inférieure ne pouvait élire ou déclarer quelqu’un goði.

### Le système judiciaire
Si quelqu’un voulait faire appel d'une décision prise par son tribunal de goðorð ou si un conflit surgissait entre les membres de différents goðorð, il était possible de référer l’affaire à un système de cours de plus haut niveau jusqu’aux quatre cours régionales de 36 juges (fjórðungsdómur) composant l’Althing, alors les goðar des quatre parties de l’Islande. L’Althing a, par la suite, créé une « cinquième cour » nationale (fimmtadómur), une sorte de cour suprême composée de 48 juges nommés par les goðar de la partie législative (Lögrétta) de l’Althing. Bien que l’Althing n’ait que modérément réussi à résoudre les disputes, elle a également montré l’ampleur de ses pouvoirs lorsqu’elle a ordonné, quand l’Islande a été contrainte, sous les menaces du roi Olaf Ier de Norvège, de se convertir au christianisme en l’an 1000, que tous les Islandais devaient être baptisés et a interdit la célébration publique, et quelques années plus tard, privée, des rituels païens. En 1117, ses lois ont été mises par écrit.

## Économie et société
La population de l’Islande vers 930 est alors estimée à 35 000 personnes. Elle est fortement mêlée, composée à majorité de Norvégiens du sud-Ouest, mais aussi de Danois et de Suédois, de Flamands, de Saxons et d’Anglais. La proportion des Celtes est considérable, venus d’Irlande et des îles nord-atlantiques (Orcades, Shetland, Hébrides), voire de l’île de Man ou du nord de l’Écosse.
Les colons islandais vivent principalement de l’élevage extensif des bovidés et surtout des ovins. La pratique de l’agriculture (blé noir principalement) est possible dans le sud, mais limitée, et le grain sera toujours un article d’importation indispensable. La pêche est une ressource importante (saumon et truite, morue et hareng), à laquelle s’ajoute la chasse au phoque et à la baleine, pour l’ivoire en particulier. Le commerce vers la Norvège, l’Angleterre et l’Irlande tient une place importante (importations de bois de construction, de blé, de fer, de goudron, de vin, d’habits de luxe et d’objets d’art, en échange de laine, de suif et de peaux).
En 1104, la région du Thjórsardalr, au sud de l’Islande, colonisée à la fin du IXe siècle, est ravagée par l’éruption du volcan Hekla. Une vingtaine d’exploitations agricoles ont été fouillées par les archéologues. Les fouilles révèlent l’évolution de la maison-longue : pièce unique avec un foyer central au début de la colonisation, puis deux pièces distinctes du hall qui joue le rôle de cuisine, enfin demeures plus complexes et raffinées, avec chambre des maîtres, hall aux murs lambrissés, cuisine ou atelier réservé aux femmes, laiterie et hangar attenant. Les fondations sont en pierre mais les murs, très épais, sont constitués par de la tourbe, sans doute plus isolante.

## Vision contemporaine

### Friedman et l'État libre islandais comme exemple d'anarcho-capitalisme
Selon une théorie exprimée par l’économiste David Friedman, la société islandaise aurait été anarcho-capitaliste pendant ses trois siècles d’indépendance, l’Althing s’apparentant plus à une chambre de commerce qu’à un corps de législation souverain. Si cette représentation s’avère exacte, l’histoire islandaise aurait comporté des points d’intérêts majeurs à l'élaboration de l’idéal anarcho-capitaliste de Friedman,.